# Rudolf Geyer (Chemiker)

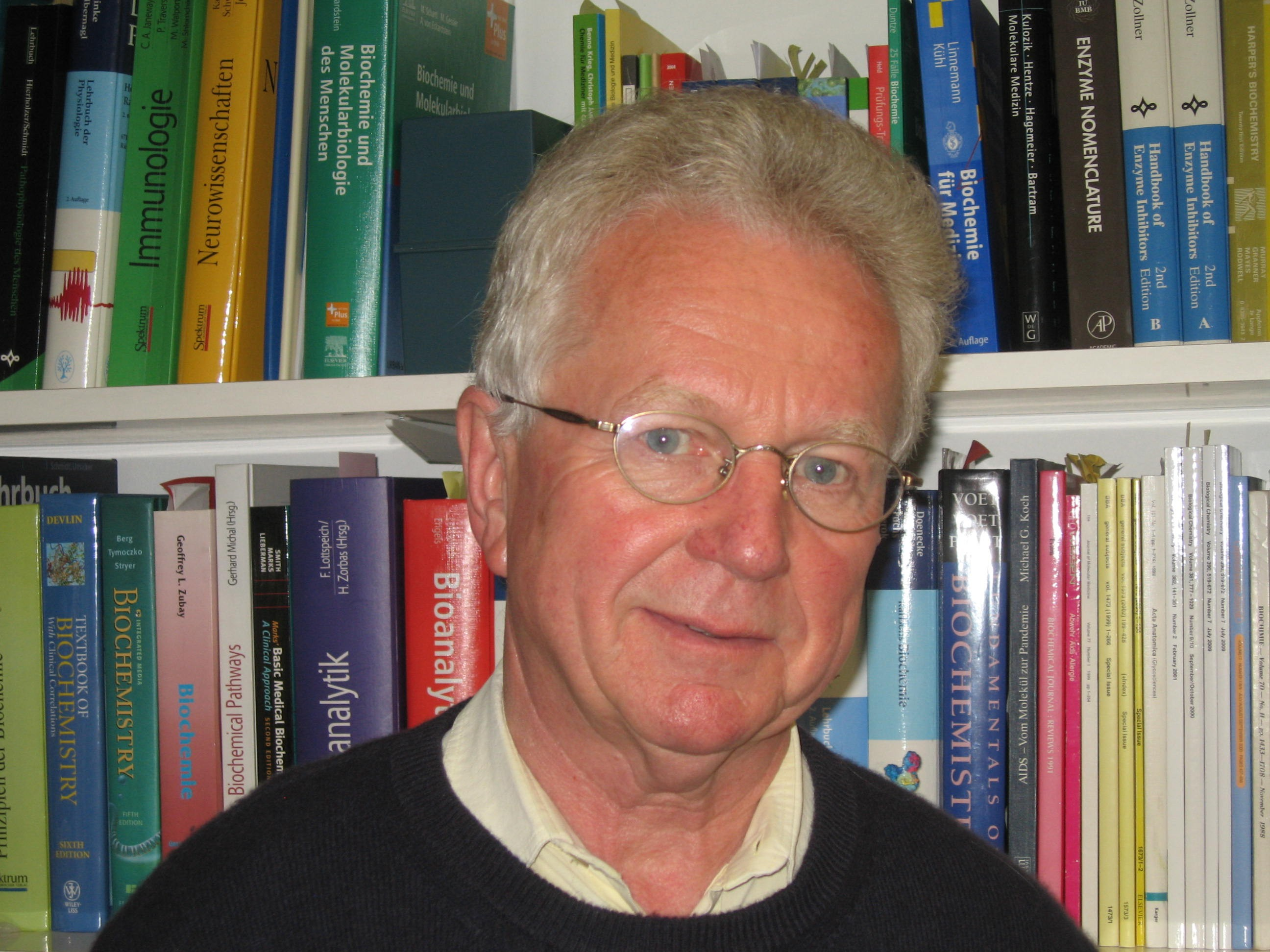
Rudolf Geyer

Rudolf Geyer (* 31. März 1947 in Gotha/Thüringen) ist ein deutscher Chemiker und Glykobiologe.

## Leben
Rudolf Geyer besuchte nach seiner Flucht in die Bundesrepublik Deutschland (1958) die König-Heinrich-Schule in Fritzlar, wo er 1966 die Hochschulreife erlangte. Von 1968 bis 1973 studierte er in Darmstadt und Freiburg Chemie. Anschließend führte er sein Dissertationsvorhaben zum Thema „Proteine der äußeren Membran Gram-negativer Bakterien; Isolierung und Charakterisierung eines Proteins aus Salmonella mit Affinität zu Lipopolysaccharid“ am Max-Planck-Institut für Immunologie in Freiburg durch und wurde 1977 zum Dr. rer. nat. promoviert. Im Zeitraum von 1978 bis 1990 war Rudolf Geyer wissenschaftlicher Assistent/Hochschulassistent und leitete eine eigene Arbeitsgruppe am Biochemischen Institut des Fachbereichs Medizin der Justus-Liebig-Universität in Gießen. Im Jahr 1983 führte er einen Forschungsaufenthalt am Memorial Sloan Kettering Cancer Center in New York in der Arbeitsgruppe von Alan Oliff durch. Er reichte 1986 seine Habilitationsschrift zum Thema „Strukturanalysen der Kohlenhydrat-Anteile von Glykoproteinen muriner Leukämieviren und anderen Glykokonjugaten“ ein und erhielt 1987 die Venia Legendi für das Fach Biochemie an der Universität Gießen. Seit 1990 wirkte Rudolf Geyer dort als Professor für Biochemie. Darüber hinaus war er von 1996 bis 1999 geschäftsführender Direktor des Biochemischen Institutes. Am 31. März 2012 wurde Rudolf Geyer emeritiert.
Rudolf Geyer ist verheiratet und hat zwei Töchter.

## Wirken
Die wissenschaftlichen Arbeiten von Rudolf Geyer konzentrierten sich auf die Strukturanalyse von Glykokonjugaten sowie der gezielten (Weiter-)Entwicklung analytischer Methoden. Die biologische Vielfalt sowie Bedeutung hierbei charakterisierter Strukturen wird durch seine Funktion als Teilprojektleiter in den folgenden Sonderforschungsbereichen (SFB) sowie im Graduiertenkolleg (beide DFG-gefördert) deutlich:
- 1986–1988 Teilprojektleiter SFB 47: „Pathogenitätsmechanismen von Viren auf molekularem und zellulärem Niveau sowie im Organismus“ (Teilprojekt A6)
- 1989–1996 Teilprojektleiter SFB 272: „Molekulare Grundlagen zellbiologischer Schaltvorgänge“ (Teilprojekte B1 und Z2)
- 1992–2002 Teilprojektleiter im Graduiertenkolleg „Molekulare Biologie und Pharmakologie“
- 1997–2008 Teilprojektleiter SFB 535: „Invasionsmechanismen und Replikationsstrategien von Krankheitserregern“ (Teilprojekte A8, A15, Z1)

Darüber hinaus wirkte Rudolf Geyer in den Editorial Boards folgender Zeitschriften mit:
- 1986–1995 Biomedical Chromatography
- 1996–2010 Glycobiology
- 1998–2005 Biochimica et Biophysica Acta
- 2004–2006 Journal of Biochemistry

Im Zeitraum von 1994 bis 2000 war er Invited Teacher bei dem in zweijährlichen Turnus stattfindenden „FEBS-Advanced Course on Glycoconjugates: Structural and Functional Glycobiology“ in Lille/Frankreich sowie zwischen 2006 und 2010 Invited Teacher beim 9. bis 11. „Summer Course Glycoscience“ in Wageningen/Niederlande. Im Oktober 2000 war Rudolf Geyer als Invited Lecturer am Institut von S. Hase, Department of Chemistry, University of Osaka in Japan.

## Auszeichnungen
Im Jahr 1996 erhielt Rudolf Geyer den Ludwig-Schunk-Preis für Humanmedizin der Universität Gießen.

## Ehrenämter und Funktionen
- 1994–2005 Mitglied des Förderungsausschusses des FB Medizin der Universität Gießen
- 1996–2003 Mitglied des Fachbereichsrats des FB Medizin der Universität Gießen
- 1998–2006 Mitglied der Schunk-Preis-Kommission des FB Medizin der Universität Gießen
- 2001–2006 Mitglied der Jury für den Friedrich-Dost-Preis der Medizinischen Gesellschaft e.V.
- 2004–2006 Sprecher der Studiengruppe „Glykobiologie“ der Deutschen Gesellschaft für Biochemie und Molekularbiologie (GBM)
- 2004–2006 Mitglied der Expertenkommission „Structural Medicine“ der European Science Foundation (ESF)
- 2005–2009 Mitglied des EU-Forschungsnetzes „EUROCarbDB“
- 2006–2009 Studiendekan des FB Medizin der Universität Gießen
- 2008–2011 Vorsitzender des „Glycoanalysis Core“ des „EuroGlycoscience Forum“

## Publikationen (Auswahl)
- K. Kuroda, H. Geyer, R. Geyer, W.Doerfler, H.-D.Klenk (1990): The oligosaccharides of influenza virus hemagglutinin expressed in insect cells by a baculovirus vector. Virology, 174: 418-29. doi:10.1016/0042-6822(90)90095-9
- Y.Wada, P. Azadi, C. E. Costello, A. Dell, R. A. Dwek, H. Geyer, R. Geyer, K. Kakehi, N. G. Karlsson, K. Kato, N. Kawasaki, K.-H. Khoo, S. Kim, A. Kondo, E. Lattova, Y. Mechref, E. Miyoshi, K. Nakamura, H. Narimatsu, M. V. Novotny, N. H. Packer, H. Perreault, J. Peter-Katalinić, G. Pohlentz, V. N. Reinhold, P. M. Rudd, A. Suzuki, N. Taniguchi (2007): Comparison of the methods for profiling glycoprotein glycans—HUPO Human Disease Glycomics/Proteome Initiative multi-institutional study. Glycobiology, 411-22. doi:10.1093/glycob/cwl086
- A. Ceroni, K.Maass, H. Geyer, R. Geyer, A. Dell, S. M. Haslam (2008). GlycoWorkbench: A Tool for the Computer-Assisted Annotation of Mass Spectra of Glycans. J. Proteome Res, 7:1650-9. doi:10.1021/pr7008252
- R. Geyer, H. Geyer, S. Kühnhardt, W. Mink, S. Stirm (1983). Methylation analysis of complex carbohydrates in small amounts: Capillary gas chromatography-mass fragmentography of methylalditol acetates obtained from N-glycosidically linked glycoprotein oligosaccharides. Anal. Biochem., 133: 197–207. doi:10.1016/0003-2697(83)90243-9
- H. Geyer, R. Geyer (2006). Strategies for analysis of glycoprotein glycosylation. Biochim. Biophys. Acta, 1764: 1853-69. doi:10.1016/j.bbapap.2006.10.007
- R. Geyer, H. Geyer (1994). Saccharide linkage analysis using methylation and other techniques. Methods Enzymol, 230: 86–108. doi:10.1016/0076-6879(94)30009-7
- T. Yamashita, Y.-P. Wu, R. Sandhoff, N. Werth, H. Mizukami, J. M. Ellis, J. L. Dupree, R. Geyer, K. Sandhoff, R.L. Proia (2005). Interruption of ganglioside synthesis produces central nervous system degeneration and altered axon–glial interactions. Proc. Natl. Acad. Sci. USA, 102: 2725-30. doi:10.1073/pnas.0407785102
- R. Geyer, H. Geyer, S. Kühnhardt, W. Mink, S. Stirm (1982). Capillary gas chromatography of methylhexitol acetates obtained upon methylation of N-glycosidically linked glycoprotein oligosaccharides. Anal Biochem, 121: 263-74. doi:10.1016/0003-2697(82)90478-X
- R. Geyer, H. Geyer; S. Stirm, G. Hunsmann, J. Schneider, U. Dabrowski, J. Dabrowski (1984). Major oligosaccharides in the glycoprotein of Friend murine leukemia virus: structure elucidation by one- and two-dimensional proton nuclear magnetic resonance and methylation analysis. Biochemistry, 23: 5628-37. PMID 6439245.
- H. Geyer, S. Schmitt, M. Wuhrer, R. Geyer (1999). Structural analysis of glycoconjugates by on-target enzymatic digestion and MALDI-TOF-MS. Anal. Chem, 71: 476-82. doi:10.1021/ac980712w

| Personendaten    | Personendaten         |
| ---------------- | --------------------- |
| NAME             | Geyer, Rudolf         |
| KURZBESCHREIBUNG | deutscher Biochemiker |
| GEBURTSDATUM     | 31. März 1947         |
| GEBURTSORT       | Gotha                 |